# Meritxell Serret
Meritxell Serret i Aleu, née le 19 juin 1975 à Vallfogona de Balaguer (province de Lérida), est une femme politique espagnole, membre de la Gauche républicaine de Catalogne (ERC).
Elle est conseillère à l'Agriculture  de la généralité de Catalogne entre 2016 et 2017, puis conseillère à l'Action extérieure entre 2022 et 2024.

## Formation et carrière professionnelle
Meritxell Serret i Aleu naît le 19 juin 1975 à Vallfogona de Balaguer, dans la comarque de la Noguera, dans la province de Lérida, en Catalogne. Elle obtient une licence de sciences politiques et de l'administration de l'université autonome de Barcelone (UAB) en 1997, et un troisième cycle en direction générale d'entreprises de l'université ouverte de Catalogne (UOC). Elle parle catalan, espagnol, français et anglais, et a étudié un semestre en Norvège.
Elle travaille comme gestionnaire dans le secteur agricole. Entre 1997 et 2006, elle travaille pour le syndicat agricole Unió de Pagesos de Catalunya (ca), exerçant des fonctions d'organisation, de coordination de campagnes et d'événements, et de formation des syndicalistes. Entre juillet 2006 et juillet 2007, elle est directrice de Provedella, un organisme de promotion de la viande de veau. À partir de 2007, elle assure la coordination technique de la Fundació del Món Rural (FMR), un organisme créé par la généralité de Catalogne en 2006 pour formuler des propositions et animer le débat sur le monde rural.
Elle est également l'autrice de diverses publications sur le monde agricole.

## Activités politiques
Entre 2007 et 2011, Meritxell Serret est conseillère municipale à Vallfogona de Balaguer sous les couleurs de la Gauche républicaine de Catalogne (ERC), parti indépendantiste de gauche, dont elle n'est pas membre. Elle refuse d'en être la tête de liste aux élections municipales du 24 mai 2015.
En 2014, elle devient membre du secrétariat national de l'Assemblée nationale catalane (ANC). Elle est réélue en mai 2015.

### Conseillère à l'Agriculture
En janvier 2016, Meritxell Serret est nommée conseillère à l'Agriculture, à l'Élevage, à la Pêche et à l'Alimentation dans le gouvernement minoritaire de coalition indépendantiste de Carles Puigdemont. Elle est la première femme à occuper cette fonction depuis le rétablissement de la Généralité. Elle est proposée par ERC, dont elle n'est toujours pas adhérente. Elle fait partie des plus jeunes membres du gouvernement, mais elle bénéfice de sa grande expérience dans la coordination du monde agricole. En revanche, elle n'a pas d'expérience politique et est inconnue du grand public.
Elle prend la tête d'un département confronté à plusieurs enjeux difficiles : les crises des prix dans certains secteurs, le versement des aides du programme de développement rural (PDR), la gestion du lisier, les aides à l'installation pour assurer la relève générationnelle, le fonctionnement de la chaîne alimentaire et l'optimisation de l'investissement du canal Segarra-Garrigues (ca). Pendant la précédente législature, la recentralisation de la politique agricole commune (PAC) par l'État espagnol a conduit à une réduction des fonds européens. Cependant, la réforme partielle de la PAC de 2018 peut être une opportunité pour le gouvernement catalan de reprendre le pouvoir de décision sur la répartition des plans de développement rural.
Au cours de sa première année d'exercice, elle met en œuvre différentes actions : des mesures pour améliorer la situation des secteurs qui subissent des crises de prix, notamment la reconnaissance de l'intérêt statistique des prix agroalimentaires dans la loi sur le plan statistique, la création d'un groupe de travail sur le secteur cunicole et l'adoption d'un plan stratégique de promotion de la viande de lapin, la création d'un groupe d'experts du secteur du lait, l'adoption d'un plan d'action pour contrôler la faune de chasse, et l'adoption d'une stratégie de gestion intégrale des fertilisants organiques et des déjections d'élevage. En janvier 2017, elle annonce qu'un projet de loi est en préparation pour protéger et étendre les espaces agricoles.

### Suspension de l'autonomie et mise en cause judiciaire
Meritxell Serret est relevée de ses responsabilités le 28 octobre 2017 par le gouvernement espagnol, en application des mesures prises sur le fondement de l'article 155 de la Constitution, qui suspend les institutions autonomes de la Catalogne. Moins de deux jours plus tard, elle quitte l'Espagne pour Bruxelles, en compagnie de Carles Puigdemont et des ex-conseillers Joaquim Forn, Meritxell Borràs, Dolors Bassa et Toni Comín.
Tous les cinq sont entendus le 17 novembre suivant par la justice belge, en vertu d'un mandat d'arrêt européen émis à leur encontre par la justice espagnole des chefs de « rébellion » et « sédition ». Le mandat étant finalement retiré le 5 décembre par le magistrat instructeur espagnol, la justice belge prononce la clôture de la procédure neuf jours plus tard. Un nouveau mandat est finalement émis le 23 mars 2018, mais — après avoir entendu les mis en cause le 5 avril — le tribunal belge compétent refuse le 16 mai de les exécuter en raison d'un vice de forme.
Le 11 mars 2021, ayant quitté la Belgique la veille sans en informer quiconque dans son entourage, elle se présente devant le Tribunal suprême, où elle est mise en examen des chefs de « désobéissance » et « détournement de fonds publics », bien que le premier jugement dans le dossier du référendum de 2017 ait dissipé cette seconde accusation, et laissée en liberté. Elle est entendue le 30 avril par le juge d'instruction Pablo Llarena, assumant les faits constitutifs du délit de désobéissance mais rejetant l'accusation de détournement de fonds. L'instruction est close le 6 mai, le dossier étant remis à la chambre pénale du Tribunal suprême aux fins de décision de renvoi en jugement. Dix mois plus tard, celle-ci prend une ordonnance de renvoi du chef de « désobéissance aggravée », renonçant à l'accusation de détournement de fonds, et envoie son affaire devant le tribunal supérieur de justice de Catalogne, conformément à sa doctrine dans les dossiers relatifs au référendum de 2017.

### Retour en politique
Dans la perspective des élections parlementaires anticipées du 21 décembre 2017, Meritxell Serret est investie tête de liste de la Gauche républicaine dans la circonscription de Lérida. Après son élection et la constitution formelle de la nouvelle législature, elle demande à déléguer son droit de vote à un collègue parlementaire pour l'investiture du nouveau président de la Généralité, afin de ne pas avoir à revenir à Barcelone pour l'exercer. En raison du risque d'annulation de son suffrage par le Tribunal constitutionnel, ce qui laisserait les indépendantistes avec une majorité relative, elle finit par démissionner le 29 janvier 2018, permettant son remplacement par le premier non-élu de sa liste et l'obtention d'une majorité absolue en présentiel dans l'hémicycle. Elle est nommée déléguée de la Généralité auprès de l'Union européenne par le gouvernement catalan en juin 2018.
Elle est investie en janvier 2021 à la deuxième place sur la liste d'ERC dans la circonscription de Lérida pour les élections parlementaires anticipées du 14 février, après que le tribunal supérieur de justice de Catalogne a prononcé l'inéligibilité de Bernat Solé (ca), candidat sur cette position, pour « désobéissance aggravée » dans le cadre du référendum d'indépendance du 1er octobre 2017. Elle prend possession de son mandat le 12 mars 2021, ayant fait son retour deux jours plus tôt en Espagne et étant accueillie sur le parvis du palais du Parlement par de nombreux élus indépendantistes. Après avoir été promue porte-parole adjointe du groupe parlementaire de la Gauche républicaine en mai 2021, elle est intégrée le 15 septembre 2022 à la commission exécutive nationale d'ERC, comme vice-secrétaire générale au Parti ouvert en remplacement d'Alba Vergés, présidente ad interim du Parlement et candidate tête de liste aux élections municipales du 28 mai 2023 à Igualada.
Le 9 octobre suivant, après qu'Ensemble pour la Catalogne (Junts) a décidé de quitter le gouvernement de coalition dirigé par Pere Aragonès, d'ERC, ce dernier annonce un remaniement de l'exécutif et qu'il confie à Meritxell Serret le poste de conseillère à l'Action extérieure. Le décret actant sa nomination est publié le lendemain, concomitamment à un autre qui réorganise les départements exécutifs, transformant le sien de « département de l'Action extérieure et du Gouvernement ouvert » à « département de l'Action extérieure et de l'Union européenne », les compétences en matière de transparence de l'action publique étant transférées au département de la Présidence. Avec les six autres conseillers nouvellement nommés, elle prête serment le 11 octobre, puis participe à la cérémonie de passation de pouvoir avec sa prédécesseure, Victòria Alsina (ca).
Son procès devant le tribunal supérieur catalan s'ouvre le 29 mars 2023, le ministère public requérant à son encontre une peine d'un an d'inéligibilité et une amende de 12 000 €. Lors de son arrivée au palais de justice, elle est notamment accompagnée du président de la Généralité, Pere Aragonès, et du président d'ERC, Oriol Junqueras, ainsi que de la présidente de Junts, Laura Borràs, et du secrétaire général, Jordi Turull. Lors de son témoignage, elle ne répond à aucune question des parties au procès et revendique d'avoir organisé le référendum de 2017, considérant que « voter n'est pas un délit ». Ouvert à 10 h 15, le procès est clos trois heures plus tard. Elle est effectivement condamnée, le 26 avril, à un an d'inéligibilité et 12 000 € d'amende.